# Gorle
Gorle är en ort och kommun i provinsen Bergamo i regionen Lombardiet i Italien. Kommunen hade 6 519 invånare (2018).